# Emile Vaucher
Emile Vaucher (Lausanne, 20 de agosto de 1913 - Ursins, 29 de junio de 1970) fue un ciclista suizo que fue profesional entre 1936 y 1942.

## Palmarés
1936
- 3º en Campeonato de Suiza en Pista de Medio Fondo
- 1º en Mont Faron

1937
- 1º en GP von Basel
- 3º en Campeonato de Suiza en Pista de Medio Fondo
- 3º en Mont Faron
- 2º en Circuit du Mont-Blanc

1939
- 3º en Campeonato de Suiza en Pista de Medio Fondo
- 1º en Niza-Mont Agel

1940
- 3º en Campeonato de Suiza en Pista de Medio Fondo
- 2º en A Travers Lausanne

1941
- 3º en la primera etapa de la Vuelta a España
- 15º en Clasificación General Final de la Vuelta a España

1944
- 3º en Morges